# Michał Rachoń (program telewizyjny)
Michał #Rachoń (wcześniej Jedziemy oraz Jedziemy: Michał Rachoń) – program publicystyczny emitowany przez Telewizji Republika w dni powszednie, prowadzony przez Michała Rachonia. 
Do 20 grudnia 2023 roku program był emitowany w TVP Info pod nazwą Jedziemy. 21 grudnia 2023 roku, w wyniku zmiany władz Telewizji Polskiej program przeniósł się do Telewizji Republika pod zmienionym tytułem Jedziemy: Michał Rachoń.
10 lutego 2025 roku sąd przychylił się do wniosku Telewizji Polskiej o naruszenie praw autorskich i nakazał zmianę nazwy programu. 11 lutego 2025 roku program zadebiutował pod zmienioną nazwą Michał #Rachoń.

## Założenia i odbiór programu
Formuła programu polega na dyskusji gospodarza programu Michała Rachonia z zaproszonymi do studia gośćmi na aktualne tematy. Wśród komentatorów byli m.in. Jarosław Jakimowicz i Jędrzej Kodymowski. Program zadebiutował na antenie TVP Info 24 czerwca 2019, a tytuł nawiązywał do powiedzenia prowadzącego Michała Rachonia, który używał go w „Minęła 20". Pierwszym gościem programu był Joachim Brudziński.
Średnia oglądalność programu we wrześniu 2023 wynosiła 384 tys. osób, czyli 12,36 proc. udziału w rynku telewizyjnym. Po przeniesieniu programu do TV Republika, w lutym 2024 jego widownia wynosiła 253 tys. widzów.

## Kontrowersje
W jednym z programów prowadzący Michał Rachoń zarzucił Donaldowi Tuskowi, że nie zbudował tunelu pod Świną. Spotkało się to z reakcją Komisji Europejskiej, która przypomniała dziennikarzowi, że tunel nie został wybudowany za pieniądze rządowe.
W październiku 2023 członek Krajowej Rady Radiofonii i Telewizji Tadeusz Kowalski złożył skargę do KRRiT za słowa Jana Pietrzaka w programie „Jedziemy” na temat Donalda Tuska To jest potomek Bismarcka, albo potomek Stalina z drugiej strony. Nikczemne poczynania człowieka, który chce być polskim politykiem, a jest zaprzedanym sługą naszych sąsiadów. Skarga została oddalona przez zdominowaną wówczas przez PiS Radę, która „nie dopatrzyła się naruszenia przepisów”.
Po przeniesieniu programu do TV Republika TVP złożyła wezwanie przedprocesowe, a następnie złożyła przeciw niej pozew o naruszenie praw autorskich przy przeniesieniu programu oraz zażądała odszkodowania w wysokości miliona złotych.